# 知念覚
知念 覚（ちねん さとる、1963年〈昭和38年〉9月19日 - ）は、日本の地方公務員、政治家。沖縄県那覇市長（1期）。

## 来歴
1963年（昭和38年）、那覇市首里山川町生まれ。那覇市立城西小学校、那覇市立首里中学校、沖縄県立首里高等学校を経て、沖縄大学第2部法経学部法学科卒業。
1985年（昭和60年）、那覇市役所に就職。2000年（平成12年）、当時の那覇市長・翁長雄志の秘書に任命された。2010年（平成22年）から那覇市総務部長、2015年（平成27年）に城間幹子那覇市長から那覇市副市長就任。
2022年城間幹子の引退に伴い実施される那覇市長選挙に無所属で立候補する意向を表明し、自由民主党・公明党からの推薦と城間市長から支持を受けた。この選挙戦では、かつての上司であった翁長雄志の次男である翁長雄治・前沖縄県議会議員（オール沖縄推薦）との一騎打ちとなり、10月24日の投開票の結果、翁長を破って初当選した。
※当日有権者数：257,645人 最終投票率：47.05%（前回比：-1.14pts）
| 候補者名 | 年齢 | 所属党派 | 新旧別 | 得票数   | 得票率 | 推薦・支持                                                                             |
| -------- | ---- | -------- | ------ | -------- | ------ | -------------------------------------------------------------------------------------- |
| 知念覚   | 59   | 無所属   | 新     | 64,165票 | 54.24% | （推薦）自由民主党・公明党                                                             |
| 翁長雄治 | 35   | 無所属   | 新     | 54,125票 | 45.76% | （推薦）立憲民主党・日本共産党・社会民主党・れいわ新選組・沖縄社会大衆党・にぬふぁぶし |

## 人物
2000年（平成12年）、当時の那覇市長であった翁長雄志に秘書に任命されるとその手腕を買われ、秘書広報課長、那覇市総務部長、政策統括調整監と言った市の要職を歴任した。2014年には翁長が沖縄県知事選挙に立候補するため那覇市長を辞職し、県知事に就任したが、後任の那覇市長・城間幹子は翁長の意向を受けて、知念を副市長に任命した。
市長当選前に息子を亡くしており、妻や息子の妻と共に孫を育てている。

## 年譜
- 1963年（昭和38年）9月19日 - 沖縄県那覇市首里山川町で出生
- 1975年（昭和50年）3月 - 那覇市立城西小学校卒業
- 1978年（昭和53年）3月 - 那覇市立首里中学校卒業
- 1981年（昭和56年）3月 - 沖縄県立首里高等学校卒業
- 1985年（昭和60年）4月 - 那覇市役所入職
- 1989年（平成元年）3月 - 沖縄大学第2部法経学部法学科卒業
- 2004年（平成16年）4月 - 那覇市市長公室秘書広報課長
- 2005年（平成17年）4月 - 那覇市秘書広報課長
- 2007年（平成19年）4月 - 那覇市総務部副部長
- 2010年（平成22年) 4月 - 那覇市総務部長
- 2013年（平成25年) 4月 - 那覇市政策統括調整監
- 2015年（平成27年）3月27日 - 那覇市副市長[5]
- 2022年  (令和4年）9月1日 - 那覇市副市長退任[6]
- 2022年（令和4年）10月24日 - 那覇市長選挙に無所属で出馬し初当選
- 2022年（令和4年）11月16日 - 那覇市長就任[7]